# Jena Saalbahnhof
Jena Saalbahnhof – stacja kolejowa w Jenie, w kraju związkowym Turyngia, w Niemczech. Znajduje się na linii Großheringen – Saalfeld. Według DB Station&Service ma kategorię 6.

## Linie kolejowe
- Linia Großheringen – Saalfeld

## Połączenia
| Linia | Trasa                                                                          | Takt (min)                  | Przewoźnik kolejowy |
| ----- | ------------------------------------------------------------------------------ | --------------------------- | ------------------- |
| SE 15 | Leipzig – Weißenfels – Naumburg – Jena Saalbf – Orlamünde – Saalfeld           | 120                         | Abellio             |
| RE 18 | Halle – Weißenfels – Naumburg – Jena Saalbf – Orlamünde – Saalfeld             | 120                         | Abellio             |
| RE 42 | Jena Saalbf – Saalfeld – Kronach – Lichtenfels – Bamberg – Erlangen – Nürnberg | 120                         | DB Regio Bayern     |
| RB 24 | Großheringen – Camburg – Jena Saalbf – Orlamünde – Saalfeld                    | 060 (Pon–Pią) 120 (Sob–Nie) | Abellio             |
| EB 28 | Jena Saalbf – Jena Paradies – Orlamünde – Pößneck                              | 120                         | Erfurter Bahn       |